# Mensageri, Kushtagi
Mensageri là một làng thuộc tehsil Kushtagi, huyện Koppal, bang Karnataka, Ấn Độ.